# 청도 백씨
청도 백씨(淸道白氏)는 경상북도 청도군을 본관으로 하는 한국의 성씨이다. 시조는 백계영(白桂英)이다. 청도 백씨는 청도의 5대 토성(신(申)·김(金)·백(白)·이(李)·조(曺)) 중 하나이다.

## 역사
청도 백씨 시조는 고려 때 사람 백계영(白桂英)이다. 백계영은 고려 원종조의 청도 호장(戶長)으로 아우인 급제 백이장(白利章)과 함께 박경순(朴慶純) 일당의 난을 진압하고 영직되어 후손들이 오산(鰲山, 지금의 청도)을 관향으로 삼아 세거하였다. 청도 백씨는 백씨(白氏) 오산군파(鰲山君派)이다.
조선조 초기 삼남(三南)의 백성들을 북변의 함경도와 평안도로 사민(徙民)할 때 청도 백씨 일족들이 그 대상으로 포함되었으나 당시 경상도 순찰사가 그들을 대신해 조정에 탄원했던 사실을 보면 후손들이 조선 초.중엽까지도 청도 백씨가 청도에 세거하였음을 알 수 있다.
조선 조 들어 후손 백구(白球)가 경주부 서면으로 이거하였고, 그 증손인 급제 백이소(白以昭)가 임란을 맞아 창의하여 문천회맹(蚊川會盟)을 맺고 항전하였고, 정유재란 때 영천 창암(永川 蒼巖)에서 분전하다가 순절하였다. 병조참의에 증직되고 광산사(光山祠)에 배향되었다.

## 본관 연혁
청도는 옛 이서국(伊西國)이다. 서기 297년 사로국에 멸망하여 이서군이 되었고, 3성(솔이산성(率爾山城)·오도산성(烏刀山城)·가산성(茄山城))을 통합하여 대성군(大城郡)으로 바뀌었다.  757년 군내 3성을 3현(오악현(烏岳縣), 형산현(荊山縣), 소산현(蘇山縣))으로 개명하였다.
940년 3현을 통합, 밀성군 청도현(淸道縣)이 되었다. 1010년 영동도(嶺東道) 도주(道州), 1012년 경주부 도주로 되었다.
1018년 영동도 밀양군 청도현, 풍각현으로 나뉘었다. 1271년 경 청도군으로 승격되었다가. 1343년 다시 청도현이 되었다. 1366년 밀양부 청도군이 되었다.
- 관할 변경 1405년 경상도 관내, 1895년 6월 23일 대구부 관내, 1896년 8월 4일 경상북도 관내로 되었다.
- 편제 변동 1906년 9월 24일 대구군 각북면(현.청도군 각북면)·각현내면·각이동면(현.풍각면)·각초동면(현.각남면)이 청도군으로 편입되었다. 1911년 외서면(현 밀양시 청도면)이 밀양군에 편입되었다. 1914년 4월 1일 예하 면들을 개편하였다. 1919년 대성면을 청도면으로 개칭하였다. 1934년 4월 1일 종도면을 폐지하였다. 1949년 8월 13일 청도면이 청도읍으로,  1979년 5월 1일 화양면이 화양읍으로 되었다. (2읍 7면)

## 과거급제자
고려문과
백원항(白元恒)
고려사마
백원항(白元恒)
무과
백현손(白玄孫) 백이소(白以昭) 백천(白天) 백광민(白光民)
생원시
백옥진(白玉珍) 백규보(白圭寶)
진사시
백주석(白周錫)

## 주요 인물
- 백이소(白以昭, 1557년 ~ 1597년)는 조선 중기의 무신으로 자는 융원(隆遠), 호는 부암(傅巖)이다. 임란 때 창의하여 영천 창암 전투에서 전사하였다.
- 백남순(白南淳) - 조선민주주의인민공화국의 정치인, 외무상을 지냈다.
- 백남주(白南柱) - 부산대학교 교수, 부산대학교 공과대학장을 지냈다.

## 집성촌
청도 백씨는 백구(白球)가 경주부 서면으로 이거하여 후손들이 경북 경주시 건천읍(乾川邑) 조전리(棗田里) 일대에 집성촌을 이루고 강당(講堂), 박실(朴室), 석현(石峴) 등 지파를 형성하였다. 백이소(白以昭)의 후손들이 훼철되었던 광산사(光山祠)를 광산정사(光山精舍)로 복건하여 제향을 받들고 있다.

## 인구
- 1985년 90가구, 391명이 있다.
- 2000년 213가구, 702명이 있다.
- 2015년 ?가구, 1,479명이 있다.

## 항렬표
| 23세     | 24세     | 25세     | 26세     | 27세     | 28세     | 29세     | 30세     | 31세     | 32세     | 33세     | 34세   | 35세   | 36세   | 37세 |
| -------- | -------- | -------- | -------- | -------- | -------- | -------- | -------- | -------- | -------- | -------- | ------ | ------ | ------ | ---- |
| 口청(淸) | 수口(受) | 광口(光) | 동口(東) | 문口(文) | 용口(容) | 口기(基) | 口흠(欽) | 승口(承) | 수口(水) | 口호(浩) | 口(口) | 口(口) | 口(口) | -    |

## 주해
1. ↑  청도감무가 죽임을 당한 상황에서도 백계영 형제가 일사불란하게 군민들을 동원할 만큼 그 족세가 상당하였음을 확인할 수 있다.
2. ↑  수원백씨가승(水原白氏家乘) 1권(백종관(白宗琯), 1932)에 따르면 정주 백씨(백씨 인주공파(仁州公派))의 시조 백역(白繹)은 여말국초(麗末國初)에 인주부사(仁州副使)를 지내고 황주에서 정주로 이거하였는데, 그 선고(先考)인 종부령(宗簿令)을 지냈다는 백인지(白仁之)가 청도에 시거(始居)하였다고 하였다.
3. ↑  방목에 본관이 누락되었음.
4. ↑  방목에 본관이 누락되었음.